# Rafael Pérez (policier)
Pour les articles homonymes, voir Rafael Pérez.
Rafael Antonio Pérez, né le 22 août 1967 à Porto Rico, était un officier de la police municipale de Los Angeles (LAPD), membre du Crash et figure centrale du scandale Rampart. Il a été condamné à 5 ans de prison pour un vol de 8 kg de cocaïne. 
Il a été accusé d'être membre du gang les Bloods, et d'avoir joué un rôle dans le meurtre du rappeur, The Notorious B.I.G..

## Biographie

### Début de carrière
Rafael Antonio Pérez naît à Porto Rico à Humacao, en 1967. Il n'a jamais connu son père. Sa mère déménage avec ses trois enfants à Brooklyn en 1972. Quelques mois plus tard, il emménage à Paterson dans le New Jersey, puis à Philadelphie en 1982. Il obtient son diplôme d'études secondaires, en 1985 et s'enrôle dans le Corps des Marines. Après avoir quitté l'armée, en 1989, il intègre le LAPD,.
Après avoir exercé des patrouilles de routine, Rafael Pérez est transféré au sein d'une unité de lutte contre le trafic de narcotiques en 1992. En 1995, il intègre la division Rampart et est affecté au CRASH, une unité antigang d'élite. La principale mission de l'unité est de recueillir des renseignements sur les gangs de rue dans sa division géographique et de surveiller leurs activités. Pérez y acquiert une réputation d'officier solide et efficace, apprécié pour sa maîtrise de l'espagnol et sa connaissance des gangs de Los Angeles,.

### Corruption
Après avoir été surpris en 1998 en train de voler huit kilos de cocaïne dans un casier judiciaire, Rafael Pérez devient un témoin clé de l'affaire de corruption qui touche son unité. Il passe un accord avec la justice et fournit plus de 4 000 pages de témoignages décrivant comment lui et d'autres officiers de l'unité antigang de la division Rampart ont régulièrement placé des drogues et des armes sur des suspects, fabriqué des rapports d'arrestation, battu des suspects et, dans certains cas, des personnes innocentes.  
Perez avoue avoir tiré sur Javier Francisco Ovando, un jeune homme désarmé, puis avoir placé sur lui une arme, puis, lors du procès, avoir menti, ce qui a conduit Ovando à être condamné à une peine de 23 ans. En effet, le juge a augmenté la peine car il trouvait que Ovando ne montrait pas de remords d'avoir « agressé des policiers ». En plus, Ovando reste paralysé après que les policiers lui ont tiré dessus.  
Après l'aveu de Rafael Pérez, Ovando sort de prison et reçoit un dédommagement exceptionnel de 15 millions de dollars,. À la suite des révélations de Pérez, environ 100 condamnations du même acabit ont été annulées et des millions de dollars versés à l'ensemble des victimes. 
Rafael Pérez est condamné à 5 ans de prison pour avoir volé 8 kg de cocaïne d'une pièce de stockage de preuves de la police. Mais il est libéré au bout de trois ans, en 2001.

### Meurtre d'un rappeur
En 2005, le magazine Rolling Stone suspecte Rafael Pérez d'être impliqué dans le meurtre du rappeur The Notorious B.I.G., Christopher Wallace de son vrai nom.
La police de Los Angeles n'avait pas réussi à établir de lien entre Pérez et le meurtre de Wallace. Mais en 2004, un procès intenté par la famille du rappeur à la ville de Los Angeles est annulé après qu'un agent du LAPD a reconnu que des dossiers d'enquête avaient été dissimulés aux plaignants. 
En 2005, Randall Sullivan, auteur du livre LAbyrinth sur le meurtre du rappeur, publie dans le magazine Rolling Stone un article qui soulève de nouvelles questions au sujet d'une possible dissimulation d'informations critiques. Il accuse le LAPD d'avoir couvert Pérez. L'avocat de la famille du rappeur compte exploiter cette piste lors d'un nouveau procès où il entend aggraver la responsabilité de la ville, et annonce qu'il s'attend à ce que 81 CD et autres documents soient publiés par le tribunal.
En avril 2007, la famille du rappeur entame un deuxième procès contre la ville de Los Angeles pour le meurtre de Christopher Wallace. La plainte déposée par la famille au tribunal nomme la ville mais aussi deux agents de police dont Rafael Pérez. La plainte soutient que des agents de police ont conspiré pour assassiner Wallace et que le département de police a couvert leur participation.
En septembre 2007, le détenu Waymond Anderson, un ancien musicien de Rhythm and blues purgeant une peine de prison à vie dans une affaire distincte, revient sur les déclarations qu'il avait faites contre Rafael Pérez, prétendant que ce dernier était impliqué dans le meurtre du rappeur. Waymond Anderson dit avoir été soudoyé pour faire un faux témoignage et qu'il regrette d'avoir menti.
Rafael Pérez dément toute implication dans le meurtre du rappeur.

### Appartenance au gang des Bloods
Lorsque la police de Los Angeles enquête sur le vol de cocaïne de Rafael Pérez, elle découvre qu'il a appelé l'appartement de sa petite amie Veronica Quesada à de nombreuses reprises, y compris juste avant et immédiatement après avoir volé les 8 kilos de cocaïne dans la salle des pièces à conviction du LAPD. 
Lors de la fouille de l'appartement de Veronica Quesada, les enquêteurs ont trouvé de l'argent, du matériel pour la drogue, et une photo de Rafael Pérez sur laquelle il est habillé comme un membre du gang des Bloods et faisant de signes caractéristiques du gang. On peut remarquer par ailleurs que l'implication de Perez avec sa petite amie Veronica Quesada et son frère, Carlos Romero, un trafiquant présumé de cocaïne, a permis à la police de consolider leur dossier contre Pérez. Il fut révélé plus tard que Veronica Quesada s'était rendue à Las Vegas avec Rafael Pérez et David Mack, son partenaire, deux jours seulement après le vol de banque réalisé par David Mack en 1997,.
David Mack, partenaire de Rafael Pérez, a été emprisonné pour une peine de prison de 14 ans. Il a dérobé 722 000 dollars dans une banque de Los Angeles en 1997. Deux jours après le casse, il s'est rendu avec Rafael Pérez à Las Vegas pour jouer au casino. Lors de l'investigation de la police concernant le hold-up, David Mack a été soupçonné d'être impliqué dans le meurtre du rappeur The Notorious B.I.G. 
Mack aurait prétendu faire partie du gang des Bloods. D'après les gardiens de prison, lorsqu'il a purgé sa peine de 14 ans, Mack a complètement abandonné son identité d'agent de police du LAPD, et d'après le chef adjoint de la police Bernard Parks, il semble que Mack ait alors complètement endossé le rôle d'un membre du gang des Bloods. Il a commencé par utiliser une brosse à dents rouge, puis il a porté des chaussettes rouges, puis il s'est orné d'autant de rouge qu'il lui était possible. 
Le gang des Bloods a des liens avec le label Death Row Records, qui partie d'une mouvance de rap rivale de celle de The Notorious B.I.G..